# Manifestations de 2022-2023 au Pérou
Pour les articles homonymes, voir Manifestations de 2022 au Pérou.
 (juillet 2023).
Le contenu est difficilement compréhensible vu les erreurs de traduction, qui sont peut-être dues à l'utilisation d'un logiciel de traduction automatique.
 (juillet 2023).
Les informations dans cet article sont mal organisées, redondantes, ou il existe des sections bien trop longues. Structurez-le ou soumettez des propositions en page de discussion.
Avec le temps, il arrive que le contenu présent dans un article devienne désordonné. Il est souvent nécessaire de réorganiser l'article de fond en comble.
- Il faut tout d’abord répartir le contenu de l'article en plusieurs sections. Les informations doivent ensuite être exposées clairement et le plus synthétiquement possible, regroupées par sujet afin d'éviter les doublons. Quelqu'un cherchant une information précise doit pouvoir la trouver rapidement en lisant la section appropriée.
- À l'intérieur de chaque section, le texte, souvent initialement sous la forme de phrases éparses, doit être regroupé dans des paragraphes de quelques lignes, en assurant un enchaînement logique et une cohérence entre les phrases.
- Lorsque l'article ou l'une de ses sections développe trop longuement un point qui n'est pas dans le cœur du sujet traité, il convient de faire une synthèse et de transférer l'ancien contenu dans des articles plus appropriés (en cas de transfert, il faut impérativement respecter la procédure Aide:Scission).

Si vous pensez que ces points ont été résolus, vous pouvez retirer ce bandeau et améliorer le plan d'un autre article.
Les manifestations de 2022-2023 au Pérou correspondent à une série de manifestations, de grèves, de mobilisations et de blocages de routes menés par des partisans du président déchu du Pérou, Pedro Castillo,,, des syndicats, des organisations civiles et sociales, des organisations de peuples autochtones, et des partis de gauche et d'extrême gauche,,,.
Pedro Castillo a été destitué par le Congrès puis incarcéré pour avoir annoncé la dissolution temporaire du Congrès, la réorganisation de la Justice, la proclamation d'un gouvernement d'exception qui agirait par le biais de décrets-lois et la convocation d’élections pour mettre en place une Assemblée constituante. Cette série de mesures a été décrite comme une tentative d'auto-coup d’État, par analogie avec l'auto-coup d'État d'Alberto Fujimori en 1992.
Parmi les principales revendications des manifestants figurent la dissolution du Congrès, la démission de la présidente par intérim Dina Boluarte, de nouvelles élections, la libération de Pedro Castillo et l'installation d'une assemblée constituante. Selon un sondage cité par le quotidien La Republica, 60 % des Péruviens justifient les manifestations. Près de 70 % se disent favorables à la convocation d’une assemblée constituante.
Les mobilisations touchent particulièrement les zones pauvres du pays, celles-là mêmes qui avaient massivement voté pour Pedro Castillo en 2021 ; les principaux axes routiers de 18 des 24 départements du Pérou et cinq aéroports sont bloqués. Le 14 décembre, l'état d'urgence, permettant notamment le déploiement de l'armée face aux manifestants et la suspension des garanties constitutionnelles et des droits fondamentaux, est décrété dans tout le pays pour 30 jours. À partir du 16 décembre, un couvre-feu est décrété dans quinze provinces du pays.
Le 12 décembre 2022, la présidente Boluarte déclare qu'elle et le Congrès sont convenus de déplacer les prochaines élections générales péruviennes (en) d'avril 2026 à avril 2024, et le 14 décembre, elle se déclare favorable à des élections en décembre 2023. Ce deuxième report est cependant rejeté en janvier par les partis de gauche, qui réclament la mise en place d'une assemblée constituante.
La réaction violente du gouvernement et des autorités péruviennes à l'égard des manifestants a été critiquée par les organisations non gouvernementales de défense des droits humains. Dans son rapport préliminaire, présenté le 16 février, Amnesty International a dénoncé « de graves violations des droits humains », un « usage disproportionné de la force », des cas d’exécutions extrajudiciaires » dans plusieurs villes du pays et le « racisme systémique (…), moteur de la violence contre des membres de communautés autochtones et paysannes ».

## Contexte

### Congrès obstructionniste
Pendant les présidences d'Ollanta Humala, Pedro Pablo Kuczynski et Martín Vizcarra, le Congrès à majorité de droite inspiré par la fille de l'ancien dictateur péruvien Alberto Fujimori, Keiko Fujimori, a entravé une grande partie des actions menées par les présidents,. L'héritage politique de la famille Fujimori a été assumé par Keiko après que son père Alberto, qui a institué le Plan Verde (es), la stérilisation forcée de centaines de milliers de femmes indigènes, et supervisé l'escadron de la mort Grupo Colina (es) pendant le conflit interne au Pérou, a été condamné à la prison pour crimes contre l'humanité et corruption,,. Selon Walter Albán, chef de Transparency International Peru, le Congrès du Pérou a été infiltré par des groupes criminels qui font obstruction aux réformes afin de maintenir leur statut et leur immunité parlementaire.
Le président Humala a continué à assurer une présidence faible en raison des pratiques obstructionnistes du Congrès. Après avoir perdu l'élection présidentielle de 2016 au profit de Kuczynski, Keiko Fujimori a dirigé son parti Force populaire au Congrès monocaméral, les législateurs de droite faisant obstruction au président Kuczynski, pourtant lui-même conservateur. Après avoir connu l'obstruction du Congrès et divers scandales, le président Kuczynski a démissionné de la présidence. Martín Vizcarra, premier vice-président de Kuczynski, a ensuite pris ses fonctions en mars 2018. Au milieu de la pandémie de Covid-19 au Pérou, le président Vizcarra fait l'objet en septembre 2020 d'une première procédure de destitution (es) qui échoue. Il est cependant visé par une seconde tentative (es) qui elle aboutit à sa destitution de manière controversée un mois plus tard. Des milliers de citoyens protestent contre la destitution de Vizcarra.
Le président du Congrès, Manuel Merino, a été critiqué pour la façon dont il a poussé à la hâte une procédure de destitution contre Vizcarra, d'autant plus qu'il assumerait la présidence après le retrait de Vizcarra. Le célèbre journaliste Gustavo Gorriti (es) a rapporté le 12 septembre 2020 que Merino avait contacté le général commandant de la marine péruvienne, Fernando Cerdán, l'informant qu'il allait tenter de destituer Vizcarra et cherchait à assumer la présidence. Le ministre de la Défense Jorge Chávez a confirmé que Merino avait tenté d'établir un soutien avec l'armée. Le président Merino a démissionné après cinq jours en raison de la désapprobation massive.
Francisco Sagasti est élu président du Congrès le 16 novembre et succède donc à Merino le lendemain conformément à l'ordre de succession présidentielle, puisque les deux postes de vice-présidents, occupés précédemment par Vizcarra, devenu président en 2018, et Mercedes Aráoz, démissionnaire en mai 2020, sont alors vacants,.

### Crise sociale
L'Amérique latine a été la région la plus affectée socio-économiquement par la pandémie de Covid-19, le Pérou est particulièrement touché. Le manque de protection sociale a provoqué une hausse de la pauvreté, passée de 20,2 % en 2019 à 25,9 % en 2021 selon les statistiques de l’État péruvien.
Selon un rapport de l’Organisation des Nations unies pour l'alimentation et l'agriculture (FAO), publié en août 2022, la moitié de la population du Pérou est en situation d’insécurité alimentaire modérée, soit 16,6 millions de personnes, et plus de 20 %, soit 6,8 millions, en situation d’insécurité alimentaire sévère : ils se privent de nourriture durant toute une journée, voire plusieurs journées. Le Pérou est ainsi encore plus touché que des pays en crise économique comme l’Argentine et le Venezuela.
La directrice de la FAO Pérou souligne que « c’est le grand paradoxe d’un pays qui a de quoi nourrir sa population. Le Pérou est un producteur net d’aliments et une des grandes puissances agroexportatrices de la région. » L’insécurité alimentaire est due aux fortes inégalités sociales et aux bas salaires, le salaire minimum péruvien étant l'un des plus faibles d'Amérique du Sud et le secteur informel très étendu. Toujours selon la FAO, les petits paysans souffrent eux-mêmes de la faim. Faiblement rémunérés, ils souffrent également des impacts du changement climatique et font face au problème du narcotrafic sur leurs terres et à l’activité minière qui épuise les sols.
Les habitants des régions rurales sont aussi beaucoup plus sujets à la pauvreté (en 2021, 39,7 % de la population rurale péruvienne se trouvait sous le seuil de la pauvreté, contre 22,3 % pour la population urbaine) et aux discriminations raciales, étant le plus souvent d’origine indigène. L’historienne Cecilia Mendez, professeure à l’université de Californie, évoque « un apartheid de fait, qui n’a pas besoin de loi tant il est validé socialement et enkysté dans les habitudes mentales des dominants ». Parler une langue autochtone ou se vêtir d’habits traditionnels expose aux discriminations dans des commerces où à l’hôpital, à être maltraité dans les commissariats, et à une invisibilisation dans les médias.

### Présidence de Castillo
Sagasti a été président jusqu'à ce que Castillo soit élu aux élections générales de 2021, Keiko Fujimori perdant sa troisième candidature présidentielle consécutive. L'élection de 2021 a vu l'émergence de nombreux candidats d'extrême droite, avec l'élite de droite, les groupes d'affaires et la majorité des médias au Pérou collaborant avec la campagne de Fujimori en appelant à la peur lorsqu'ils discutent des opposants politiques,. Certaines chaînes de télévision diffusées ont également soutenu ouvertement la candidature de Fujimori. Reuters a écrit qu'El Comercio, l'une des plus grandes organisations médiatiques d'Amérique du Sud, « a généralement soutenu Fujimori ». Les tentatives multiples d'empêcher Castillo d'entrer dans le bureau de la présidence ou de le retirer plus tard se sont produites, en commençant peu de temps après que les résultats d'élection ont été déterminés. À la suite d'informations faisant état de la victoire apparente de Castillo, Fujimori et ses partisans ont fait des allégations non fondées de fraude électorale, menant des efforts obstructionnistes pour renverser l'élection avec le soutien de riches citoyens de Lima,,,,. Les élites économiques et politiques ont refusé de reconnaître l'ascension de Castillo à la présidence, avec ceux parmi les plus riches, y compris d'anciens officiers militaires et des familles riches, ont exigé de nouvelles élections, encouragé des appels à un coup d'État militaire et utilisé une rhétorique classiste ou raciste pour étayer leurs allégations de fraude. Des groupes d'anciens soldats d'extrême droite se sont également alliés à des partis politiques comme Avanza País – Partido de Integración Social, Force populaire et Rénovation populaire dans le but de supprimer Castillo, certains dirigeants vétérans ayant été vus directement avec Rafael López Aliaga et l'ancienne candidate à la présidentielle Keiko Fujimori, qui a signé la Charte de Madrid (en) promu par le parti politique espagnol d'extrême droite Vox. Ces groupes ont dirigé des menaces contre les représentants du gouvernement de Castillo et les journalistes, tout en appelant également à un coup d'État et à l'insurrection.
Pendant la présidence de Castillo, le Congrès était dominé par des partis de droite opposés à lui, avec des législateurs tentant de le destituer plusieurs fois en utilisant des voies politiques. En raison de la formulation de la destitution interprétée au sens large dans la Constitution du Pérou (en) (1993), le Congrès peut destituer le président pour de vagues motifs d'« incapacité morale », ce qui rend effectivement la législature plus puissante que le pouvoir exécutif,,,. En février 2022, il a été signalé que des fujimoristes et des politiciens proches de Fujimori avaient organisé une réunion à l'hôtel Casa Andina à Lima avec l'aide du groupe libéral allemand Fondation Friedrich-Naumann, avec les personnes présentes dont la présidente du Congrès Maricarmen Alva, au cours de laquelle les plans de destitution de Castillo ont été discutés. Alva avait déjà fait part de sa volonté d'assumer la présidence si Castillo devait être libéré de son poste et une fuite de la discussion de groupe Telegram du conseil d'administration du Congrès qu'elle dirige a révélé des plans coordonnés pour évincer Castillo,.
En décembre 2022, le Congrès avait lancé des motions pour tenter la destitution de Castillo pour la troisième fois, il a été impliqué dans six enquêtes criminelles différentes et avait déjà nommé cinq cabinets distincts.
Au cours de ses 18 mois de présidence, Pedro Castillo n’a pas été en mesure de diriger l’appareil d’État et a agi de manière erratique, tentant de nouer des alliances avec certains secteurs du centre et de la droite, pour tenter de résister au Congrès.

### Tentative d'auto-coup d'État de Castillo
Avant le 7 décembre 2022, une marche appelée « Toma de Lima » ou « Prise de Lima » a été convoquée, étant à l'origine une réunion sur la Plaza Bolognesi (en) dans le but de clore le congrès et d'exprimer leur soutien à Pedro Castillo,. Cette marche a été organisée par l'Assemblée nationale des peuples, une organisation affiliée aux fonctionnaires, dont la réunion en novembre de cette année a été télévisée,. Le Front Agraire et Rural du Pérou a confirmé sa collaboration dans la marche prévue.
Le 7 décembre 2022, le Congrès devait déposer une motion de censure contre Castillo, l'accusant d'« incapacité morale permanente ». Avant que le corps législatif ne puisse se réunir, Castillo a annoncé la dissolution du Congrès et a décrété un couvre-feu immédiat. Quelques instants après le discours de Castillo, plusieurs ministres ont démissionné de son gouvernement, dont la Première ministre Betssy Chávez. La Cour constitutionnelle a publié une déclaration : « Personne ne doit obéissance à un gouvernement usurpateur et M. Pedro Castillo a fait un coup d'État inefficace. Les forces armées sont habilitées à rétablir l'ordre constitutionnel ». Les forces armées ont également publié une déclaration rejetant les actions de Castillo et appelant au maintien de la stabilité au Pérou. Rejetant les actions de Castillo pour dissoudre le corps législatif, le Congrès s'est réuni et a voté pour destituer Castillo de ses fonctions en raison de « l'incapacité morale » avec 101 voix pour, 6 contre et 10 abstentions. Il a été annoncé que la première vice-présidente Dina Boluarte, qui a rejeté les actions de Castillo, prêterait serment pour la présidence à 15 h 0 PET. Dina Boluarte est entrée au Palais législatif (en) peu après 15 h 0 PET et a comparu devant le Congrès, où elle a ensuite prêté serment en tant que présidente du Pérou.
Selon les partisans de Castillo, c'était le Congrès qui a réalisé le coup d'État contre le président, en raison de son obstruction aux projets de réformes du président et ses procédures répétées de destitution. En outre, ils rejettent la légitimité du gouvernement par intérim. Ils réclament la libération de l'ancien président, des élections anticipées, la dissolution du Congrès, une nouvelle constitution par une assemblée constituante.
Des mobilisations d'organisations de gauche favorables à Castillo se sont produites à Lima, Ayacucho, Cuzco, Ica, Arequipa, Trujillo, Chiclayo, Huancavelica,, Huancayo, Tacna, Jaén, Moquegua, Ilo, Puno,,, et Chota, où Castillo a grandi.
En toile de fond de ces mobilisations figure la fracture sociale historique vécue par des populations victimes du mépris, du racisme, et de la discrimination des élites traditionnelles. Fortement exposées à la pauvreté, elles vivent dans des régions où les services publics sont défaillants, sinon absents, alors que les sous-sols regorgent de minerais et de gaz, exploités par des multinationale. À Cuzco, Puno, Ayacucho, Apurimac, 80 % des électeurs ont soutenu Pedro Castillo, espérant « un contrat social qui bénéficie à tous ».

## Chronologie

### Décembre
Le 7 décembre, Lima est l'une des villes qui ont été convoquées[Quoi ?]. Après le message à la nation, il a été dénoncé que le ministre de l'Intérieur, Willy Huerta, avait ordonné l'ouverture des portes du congrès, qui ont été fermées, afin que les manifestants convoqués puissent prendre d'assaut le congrès. Cependant, en raison de l'échec de sa tentative d'auto-coup d'État et de la vacance ultérieure par le Congrès de la République, les manifestations ont augmenté. Le 7 décembre, entre cent et deux cents personnes se sont rassemblées dans la « Toma de Lima » sur la Plaza San Martín (en) et ses environs. Cependant, après les événements de la vacance et de la détention, les manifestants ont principalement occupé l'avenue Abancay, qui était gardé par la police pour éviter d'entrer dans le congrès. Le point de vente du RPP considérait la réunion pro-gouvernementale comme la plus importante depuis l'arrivée au pouvoir de Castillo. Cependant, la mobilisation pro-Castillo est devenue incontrôlable lorsqu'ils ont attaqué et insulté un journaliste devant les caméras. Des achats de panique ont été enregistrés par la population craignant une escalade des événements. Selon Voice of America, près d'un millier de personnes ont participé aux événements du 9 décembre. Certaines des premières manifestations ont eu lieu depuis la Plaza de Armas de Cuzco, les manifestants s'affrontant avec d'autres citoyens contre la tentative d'auto-coup d'État. À Arequipa, les manifestations se sont déroulées depuis la Plaza de Armas en même temps que le message à la Nation qui a duré brièvement avec des centaines de personnes, puis elles se sont reprises spontanément,. Bien que les manifestants n'aient pas de leader, ils ont reçu le soutien de syndicats tels que la Fédération départementale des travailleurs d'Arequipa, le Syndicat de la construction civile et le Front national des transporteurs et chauffeurs du Pérou,. Les manifestations ont eu lieu dans la ville de Puno le 7 décembre, dont les quatre membres du Congrès représentant le département homonyme ont choisi de s'abstenir dans la motion de vacance. Celles-ci ont le soutien du président du Front de défense unifié contre la contamination du bassin de Coata et du lac Titicaca, qui appelle à de nouvelles manifestations entre le 13 et le 15 décembre. Il a également reçu le soutien du Sutep régional, qui a ignoré l'élection de Boluarte et a déclaré une mobilisation permanente. Des dizaines de personnes se sont rassemblées, qui au fil du temps se sont étendues à d'autres provinces de San Román et El Collao.
Le 8 décembre, des blocages ont été faits sur l'autoroute interprovinciale à Arequipa. La même chose s'est produite avec le secteur voisin de Majes-Siguas (en), où initialement il n'y avait pas de présence policière prédominante.
Le 9 décembre, la Surintendance des transports terrestres de personnes et de marchandises a annoncé dans un communiqué que le secteur des transports dans le sud du Pérou était suspendu, où l'autoroute Panamericana Sur est partiellement bloquée,. Le 9 décembre, les passagers et la police ont tenté en vain de négocier avec les manifestants. Dans la ville de La Joya, Arequipa où se trouve la Panamericana Sur, des ollas comúnes (es) ont été faites. On estime qu'environ 10 000 personnes ont participé dans ces zones du département d'Arequipa le 9 décembre. Pour accélérer la circulation, le chef de la Division de la police et de l'ordre public a ordonné le déploiement de 150 policiers, malgré l'absence d'un ministre de l'Intérieur entre les 9 et 10 décembre ou d'un décret d'urgence. À Ayacucho, le Front de défense du peuple d'Ayacucho s'est mobilisé depuis la ville, une organisation qui s'est restructurée lors des manifestations « dans d'autres régions parce que nous créons un front national qui aura un rôle historique dans le respect de la clameur du peuple ». Pendant la manifestation, les organisations sociales locales ont qualifié les membres du Congrès départemental Alex Flores, Margot Palacios et Germán Tacuri de « traîtres à la patrie ». La Fédération agraire d'Ayacucho a également exprimé son soutien à la dissolution du congrès. Au même moment, de la Pampa de Ayacucho (en), le Sommet des gouverneurs et des maires d'Amérique latine s'est tenu pour répondre aux demandes de la crise politique sans la participation des pouvoirs exécutif et législatif du Pérou. À Puno, des manifestations ont également eu lieu sur la place principale de Juliaca,,,. De son côté, la Fédération nationale des travailleurs du secteur de l'éducation a confirmé par l'intermédiaire du syndicat local des enseignants une grève de 24 heures et la déclaration de persona non grata aux membres du Congrès Flavio Cruz, Óscar Zea, Carlos Zeballos et Flores Ancachi pour avoir soutenu la motion de vacance.
Le 10 décembre, les prix des billets de la gare routière de Tacna à Arequipa et Lima ont doublé. L'accès terrestre entre Cuzco et Arequipa via Canchis a également été bloqué. Parmi les passagers concernés figurent des candidats à la carrière des enseignants publics qui s'est tenue le 9 décembre. Sur la route panaméricaine sud à Ica, les manifestants ont bloqué trois secteurs de la province d'Ica (Barrio Chino, La Expansión Urbana et El Álamo), qui sont fermés au blocus effectué à La Joya (Arequipa), avec des pneus, pierres et autres éléments. Cela a d'abord conduit à l'arrestation de plusieurs véhicules lourds selon l'Unité de protection routière de la police nationale et a également empêché l'accès à Cuzco. Le matin du 10 décembre, selon le journal Correo, la police n'a débloqué que le kilomètre 48 de l'autoroute de pénétration vers Arequipa,,. Il y a eu de violents affrontements entre des membres de la communauté et des habitants d'Andahuaylas contre des policiers. Avec 3 000 personnes participantes, dans l'après-midi, les manifestants ont pris 2 policiers en otage et ont demandé un « échange de prisonniers ». À la lumière de cela, une division des forces spéciales d'Abancay du PNP s'est déplacée à Andahuaylas et est arrivée dans un petit avion,,. Quelques heures après les enlèvements, les manifestants ont libéré les policiers et de nombreuses organisations sociales du département d'Apurimac se sont déclaré en « insurrection populaire » et ont entamé une grève régionale à partir du 12 décembre,,. Des affrontements ont éclaté dans la ville entre les manifestants et la police de la ville. Deux manifestants, âgés de 15 et 18 ans, ont été tués par des tirs de la police depuis un hélicoptère, tandis que quatre autres ont été blessés, dont un grièvement,,,,. De plus, avec les nouveaux affrontements à l'aéroport de Huacabamba, ils ont réussi à vandaliser la zone en brûlant des pneus et en endommageant les magasins,,. On estime que 50 membres de la PNP et collaborateurs se trouvaient dans ces établissements. Des centaines de manifestants se sont rassemblés pacifiquement pendant la journée. La Fédération universitaire de San Marcos (FUSM) s'est jointe à la marche. La grande attente était l'arrivée d'Antauro Humala (en) et de ses réservistes à Lima à 18 h 0, c'est pourquoi il y avait une grande concentration pendant ces heures. Le leader ethnocacériste a donné une conférence de presse sur la Plaza San Martín de Lima où il a reconnu le gouvernement de Dina Boluarte et n'a dit à aucun moment qu'il dirigerait ou que son parti soutiendrait massivement les marches, c'est pourquoi il a été hué et expulsé du carré,,. Après l'incident, les nombreux manifestants ont marché vers le congrès et ont eu une confrontation avec un contingent de police. À Arequipa, le Comité régional de lutte populaire a annoncé le 10 décembre qu'il mènerait des grèves de trois jours en réponse « à l'enlèvement du Pérou et du président Pedro Castillo par des groupes économiques et au coup d'État du congrès ». Les protestations se sont développées à partir d'autres secteurs lorsque le Syndicat régional des enseignants d'Arequipa s'est joint, qui, en plus de laver le drapeau, a exigé le respect des initiatives éducatives de l'ancien président et des commerçants de la plate-forme commerciale Andrés Avelino Cáceres. En revanche, le représentant du groupe des ethnocacéristes n'exclut pas qu'il y ait des militants impliqués dans les manifestations. Les mineurs artisanaux ont pris une partie de la route dans le district de Chala (en).
Le 11 décembre, lors des manifestations à Chincheros (en), une fuite audio de la police a révélé que la police demandait des renforts après l'incendie du ministère public et du poste de police, la police déclarant : « Nous avons besoin de soutien à Chincheros ! Qu'un hélicoptère vienne disperser les gens. Nous ne sommes que 30. Nous sont à court de munitions, nous avons des policiers blessés ». Il a été annoncé que la Fédération départementale des travailleurs de Cuzco (FDTC), la Fédération révolutionnaire agraire Túpac Amaru Cusco (Fartac), la Fédération universitaire de Cusco (FUC), le Sutep et l'Assemblée régionale des jeunes de Cusco (Arejo) qu'ils uniront les mobilisations et qu'ils attaqueront les grèves illimitées. L'organisation paysanne annonce une délégation à Lima.
Le 12 décembre, la présidente Boluarte a démis de leurs fonctions 26 préfets régionaux nommés par Castillo. La laiterie Gloria à Arequipa, l'une des plus grandes du Pérou, a été occupée par des manifestants qui ont pillé l'usine et détruit des objets.
Le 13 décembre, l'aéroport international Alejandro-Velasco-Astete est fermé à Cuzco, LATAM Airlines Group et Sky Airline signalant que les vols dans la région continueraient d'être annulés.
Le 14 décembre, le gouvernement Boluarte a annoncé l'état d'urgence national, supprimant certaines protections constitutionnelles des citoyens, notamment les droits empêchant les troupes de rester dans des maisons et des bâtiments privés, la liberté de mouvement, la liberté de réunion et la « liberté et sécurité personnelles » pendant 30 jours.
Le 15 décembre, le gouvernement Boluarte a décrété un couvre-feu pour quinze provinces dans huit régions différentes du Pérou le 15 décembre, dans des régions telles qu'Arequipa, La Libertad, Ica, Apurímac, Cuzco, Puno et Huancavelica. Lors des manifestations à Ayacucho, des manifestants se sont approchés de l'aéroport Coronel FAP Alfredo Mendivil Duarte, les forces armées péruviennes fermant l'aéroport en réponse, des affrontements se sont produits peu de temps après. Des groupes de défense des droits de l'homme ont rapporté que des membres de l'armée péruvienne ont été vus en train de tirer sur des civils qui manifestaient à Ayacucho. Les blessés ont été envoyés pour traitement au réseau Huamanga et à l'hôpital régional d'Ayacucho. La réponse des autorités a provoqué l'effondrement des systèmes hospitaliers de la ville, les manifestants souffrant de blessures par balle étant soignés dans des unités de triage de fortune. La Direction régionale de la santé d'Ayacucho a signalé que 7 personnes avaient été tuées et 52 autres blessées.
Le 16 décembre, environ 10 000 personnes ont défilé à Chinceros, bloquant un pont entre Ayacucho et Chincheros. Le Congrès a rejeté la proposition d'avancer les élections de 2026 à une date antérieure (49 étaient pour, 33 contre et 25 se sont abstenus, avec 87 requis pour que la proposition passe). Le ministre de l'Éducation Patricia Correa et le ministre de la Culture Jair Perez ont tous deux démissionné à la suite de la perte de vie causée par les protestations.
Le 17 décembre, un affrontement s'est produit sur le pont d'Ocoña, bloqué par 500 manifestants, faisant six blessés, dont deux militaires et quatre civils. Le secrétaire général de la Fédération départementale des travailleurs d'Arequipa (ADFW), José Luis Chapa, a rejeté les couvre-feux régionaux et a qualifié Dina Boluarte de fasciste pour ses actions. Il a également nié que des membres de l'ADFW aient été impliqués dans des actes criminels ou du vandalisme. 50 agents de la police nationale ont pénétré dans les locaux du parti Nouveau Pérou et de la Confédération paysanne du Pérou. Des lance-pierres, des machettes et des masques de ski auraient été trouvés et 26 personnes auraient été arrêtées. Dans la nuit, il y a eu un affrontement entre les manifestants et la police sur l'autoroute dans le district de Huipoca (Ucayali) faisant 11 blessés (6 policiers et 5 civils).
18 décembre, à Chala (en), une route a été temporairement rouverte par des manifestants après que des dizaines de camions ont été empêchés de passer sur la route pendant plus d'une semaine.
Le lendemain, à Arequipa, la circulation automobile a commencé à s'améliorer. Des centaines de touristes visitant le Machu Picchu ont été secourus après que les voies de sortie ont été bloquées par des manifestants.
Le 20 décembre, le Congrès du Pérou a donné sa première approbation à un changement constitutionnel pour permettre des élections présidentielles en avril 2024, avec une approbation finale requise plus tard en 2023. Le gouvernement Boluarte a déclaré l'ambassadeur du Mexique au Pérou persona non grata en raison du soutien du Mexique à l'ancien président Castillo. Des représentants de la Commission interaméricaine des droits de l'homme (CIDH) ont commencé leur visite au Pérou. À Ayacucho, les autorités ont menacé les commerçants de ne pas participer aux manifestations prévues. Le gouvernement nomme à la tête des services de renseignement l'ex-colonel Juan Carlos Liendo, qui affirme que les manifestations dans le pays ne sont pas de nature sociale mais font partie d'une « insurrection terroriste ». Cette nomination surprend puisque Juan Carlos Liendo est proche de l’extrême droite et affirmait que le gouvernement de Pedro Castillo, auquel appartenait Dina Boluarte, était une « extension du groupe terroriste Sentier lumineux ».
Le 21 décembre, la présidente Boluarte a remanié son premier cabinet, plaçant son ancien ministre de la Défense Alberto Otárola comme nouveau Premier ministre, tout en remplaçant également le ministre de l'Intérieur et le ministre de la Défense. On a annoncé que le nouveau Ministre d'Éducation de Boluarte, Óscar Becerra (es), serait un fujimoriste. Les transporteurs de Puno ont entamé une grève illimitée, des centaines défilant dans la rue en scandant « Cette démocratie n'est plus une démocratie » après avoir appris que Boluarte resterait au pouvoir jusqu'en 2024. À Andahuaylas, les manifestants ont envahi les rues pour dénoncer le gouvernement Boluarte et exiger la dissolution du Congrès. À Cusco, certains dirigeants provinciaux acceptent de suspendre les manifestations jusqu'au 3 janvier 2023, profitant de ce temps pour organiser des manifestations plus importantes.
Le 22 décembre, des manifestations sporadiques se sont poursuivis dans les régions rurales, bien que de nombreuses routes soient rouvertes dans tout le pays. Les manifestants ont poursuivi leurs activités dans les régions d'Amazonía, Apurímac, Arequipa, Ayacucho, Cusco, La Libertad, Lambayeque, Piura et Puno. En Amazonie, des chefs indigènes ont publié une déclaration déclarant : « Nous alertons l'armée, nous alertons la police nationale du Pérou pour qu'elle ne nous dérange pas parce que nous sommes sur notre territoire, nous nous y reverrons, là nous déclarerons sûrement la guerre, parce qu'ils nous provoquent déjà et nous créent des malaises ». Des représentants de la CIDH ont rencontré Castillo en prison et ont confirmé que les conditions étaient conformes aux normes, le groupe ayant quitté le Pérou plus tard dans la journée.
Le 23 décembre, le membre du Congrès Guido Bellido a proposé un projet de loi qui fournirait une compensation monétaire aux « personnes blessées et aux héritiers légaux du défunt à la suite de la répression policière et militaire ». L'aéroport international Rodríguez Ballón a rapporté que les vols après le crépuscule n'auraient pas lieu pendant au moins trois mois en raison de la destruction de l'équipement de navigation à l'aéroport.
Le 24 décembre, le Premier ministre Otárola a déclaré que le gouvernement Boluarte cherchait à rendre à nouveau le Congrès bicaméral. Le ministre de la Justice et des Droits de l'homme du Pérou, José Tello, a annoncé que les réparations seraient organisées par une commission et distribuées aux personnes tuées lors des manifestations.
Le lendemain, les troupes de l'armée péruvienne et la police nationale ont fait une descente dans l'usine de gaz naturel de Kepashiato dans la province de La Convención, chassant au moins 140 manifestants qui s'étaient emparés de l'usine. Avec des rumeurs de violence survenant à l'usine, les forces armées ont dit aux citoyens « de ne pas accorder de crédit aux versions malveillantes qui visent à inciter à la violence dans la région et ont réitéré leur engagement à continuer à travailler dans le respect des règles qui réglementent l'utilisation des forces et dans le respect absolu des droits de l'homme ».
Le 26 décembre, la députée Ensemble pour le Pérou Sigrid Bazán a présenté un projet de loi appelant à un référendum demandant si les citoyens voudraient former une assemblée constituante. Le référendum présenté dans le projet de loi ne servirait que de consultation, sollicitant l'avis des électeurs sur la création d'une assemblée constituante. À La Libertad, quelque 500 à 1 000 rondas campesinas ont lancé des plans pour créer des blocus dans la région pour exiger de nouvelles élections, certaines participant déjà à des grèves.
Le 27 décembre, dans le district d'Ilave de la province d'El Collao, les manifestants réclamant des élections immédiates au lieu d'élections en 2024 ont continué de bloquer l'autoroute Puno-Desaguadero, empêchant la circulation entre le Pérou et la région du plateau bolivien. Le bureau de l'ombudsman du Pérou a également publié une déclaration selon laquelle des manifestations continues auraient lieu dans tout le pays au cours de la nouvelle année, affirmant que les manifestations avaient été temporairement interrompues en raison des vacances. Un accord entre les dirigeants provinciaux de Puno a été conclu pour poursuivre les blocus généralisés le 4 janvier et pour commencer une marche vers Lima pour exiger la démission de la présidente Boluarte. Le secrétaire général de la Force populaire Luis Galarreta a annoncé que Keiko Fujimori se préparait à être candidate à la prochaine élection présidentielle.
Le 29 décembre, la cour d'appel de la Cour suprême du Pérou a rejeté l'appel de l'ancien président Castillo, jugeant qu'il devait rester en détention provisoire pendant au moins 18 mois.
Le lendemain, la Chambre nationale du tourisme (Canatur) a rapporté qu'en raison des manifestations, le Pérou avait perdu environ 1,7 milliard de soles (450 millions de dollars US) de revenus touristiques depuis le début des manifestations.
Le lendemain, jour de la Saint-Sylvestre, la police nationale péruvienne a appelé les citoyens à participer à une « grande marche pour la paix » le 3 janvier 2023 sur les places des villes du Pérou.

### Janvier
Le 2 janvier, sur la Plaza Manco Cápac, où des manifestants de plusieurs régions s'étaient rassemblés sous des tentes pour protester à Lima, au moins 100 policiers ont violemment expulsé des personnes du quartier sans préavis. Des policiers sur la place ont été vus en train de détruire les biens des personnes rassemblées, y compris la destruction d'une tente de don de nourriture. Les autorités ont été vues en train de bousculer et de saisir certaines personnes par le cou lors d'arrestations.
Le 3 janvier, plus de 2 000 touristes sont évacués du Machu Picchu après que l'accès au site a été bloqué par des manifestants.
Le lendemain, le service de train à Machu Picchu serait suspendu indéfiniment. Après deux semaines d'interruption des manifestations pour la période des fêtes, les blocages à Apurimac, Arequipa, Cusco, Junin et Puno se sont poursuivis. Des milliers de manifestants ont défilé à Lima pour exiger la démission de la présidente Boluarte, la fermeture du Congrès et de nouvelles élections. Alors que les manifestants s'approchaient du Palais législatif, la police a tiré des gaz lacrymogènes sur les manifestants, les dispersant. Aucun affrontement entre les manifestants et les autorités n'a été signalé.
Le 5 janvier, la présidente Boluarte a prononcé un discours appelant au dialogue et louant les autorités, affirmant que « le droit de manifester pacifiquement prend fin lorsque d'autres droits sont violés », condamnant les barrages routiers qui se produisent dans tout le pays.
Deux jours après, à Juliaca, Puno, les autorités ont tiré sur un photojournaliste d'EFE dans la jambe, ont détruit un taxi à moteur et ont attaqué un adolescent et sa mère.
Le 8 janvier, dans 5 régions, au moins 46 zones sur 9 autoroutes ont connu des blocages continus par des manifestants selon le gouvernement.
Le 9 janvier, des manifestants de plusieurs districts de Puno ont rejoint les manifestations à Juliaca. Les manifestants se sont approchés de l'aéroport international Inca Manco Cápac vers midi et ont manifesté à proximité, mais lorsque certains ont commencé à entrer dans l'aéroport à 17 h 20, les autorités ont répondu à la manifestation avec une force meurtrière. Au total, 18 civils ont été tués et plus de 100 autres ont été blessés. Les journalistes couvrant le massacre ont été recherchés pour être identifiés par les unités de renseignement de la police. Les forces gouvernementales ont ouvert le feu à la kalachnikov sur la foule, tandis que des hélicoptères survolaient la ville et larguaient des bombes lacrymogènes. Selon le témoignage d'un journaliste de Hildebrant en sus Trece, témoin oculaire du massacre, « l'armée a autorisé la foule à entrer dans l'aéroport, et une fois à l'intérieur, ils ont commencé à tirer. Il n'y a pas eu de confrontation, c'était une embuscade ». Après le massacre, le Premier ministre, Alberto Otarola, traite les manifestants de « hordes de délinquants » et déclare que des mesures seront prises pour contrer la mobilisation sociale présentée comme une tentative de « coup d’État » qui serait « financée par le narcotrafic » ou par des « intérêts extérieurs ». Il annonce un couvre-feu de trois jours dans la région de Puno. Trois membres du gouvernement démissionnent : le ministre du Travail, Eduardo Garcia, celui de l'Intérieur, Victor Rojas, et la ministre de la Femme et des Populations vulnérables, Grecia Rojas. Au niveau international, le président colombien Gustavo Petro dénonce un « massacre contre la population ». Le président chilien, Gabriel Boric, juge « inacceptable et douloureux (…) le nombre de morts dans les affrontements avec la police ».
Le 10 janvier, un couvre-feu est mis en place dans le département de Puno. Le même jour, Patricia Benavides, procureure de la nation, ouvre une enquête pour génocide contre la présidente et plusieurs ministres. Néanmoins, selon certaines sources, « dans le contexte actuel, l’accusation de génocide relève plus d’une manœuvre dilatoire de la part de la Procureure générale que d’une réelle volonté de faire la lumière sur les événements ».
Le 14 janvier, le gouvernement péruvien a décrété l'état d'urgence dans la capitale Lima et plusieurs autres régions. Une décision motivée par les manifestations contre la présidente Dina Boluarte qui ont fait au moins 42 morts dans le pays depuis cinq semaines.
Le 21 janvier, la police a pris d'assaut l'Université nationale de San Marcos à Lima, la plus ancienne et la plus grande du pays, pour arrêter les manifestants qui s'y étaient réfugiés. Venus des campagnes, ils étaient restés sur place pendant trois jours, aidés par les étudiants. Plus de 200 personnes ont été arrêtées. Des policiers armés de fusils sont également entrés violemment dans la résidence universitaire. Des parlementaires de gauche sont venus à l'université pour voir la situation des étudiants et des résidents qui y sont logés, mais la police ne les a pas laissés entrer. Ils ont également empêché l'entrée d'avocats venus aider les détenus.

### Mars
En mars, la mobilisation s’est essoufflée. La majorité des barrages sur les routes ont été levés et la grève suspendue.

### Juillet
Les manifestations, qui étaient en sommeil depuis la fin de mars, reprennent le 19 juillet. La mobilisation est toutefois de moindre ampleur, témoignant de l’usure des manifestants, dont beaucoup ont mené une grève pendant des semaines, quand près de 80 % des Péruviens travaillent dans le secteur informel et gagnent leur vie au jour le jour. À Lima, la police tire des balles en caoutchouc et des gaz lacrymogènes directement sur la foule, blessant plusieurs personnes, y compris des journalistes. La présidente Boluarte recueille encore plus de 80 % d'opinions défavorables et le Congrès plus de 90 %.

## Réponses pénales
La Cour suprême déclare en mai que les protestations, y compris pacifiques, sont illégales et qu'y prendre part est un délit.
Le Congrès autorise l'arrivée de troupes américaines pour entrainer des soldats et policiers péruviens.

## Insurrection d'Apurímac
Bien que les manifestations aient été encouragées par des fronts de défense tels que le Front de défense et de développement des intérêts d'Apurímac, le 10 décembre, à Andahuaylas, une ville du département d'Apurímac, de violents affrontements ont opposé des manifestants et des policiers. Avec la participation de trois mille personnes, dans l'après-midi, les manifestants ont capturé deux policiers et ont demandé un « échange de prisonniers ». Avant cela, une division des forces spéciales de la PNP stationnée à Abancay se sont mobilisées vers Andahuaylas dans un avion. Quelques heures après les enlèvements, les manifestants ont libéré les policiers et de nombreuses organisations sociales du département d'Apurimac se sont déclarées en « insurrection populaire » et ont entamé une grève régionale à partir du lundi 12 décembre,,. Selon le président de la Chambre de commerce de cette région, des pertes quotidiennes de six millions de soles sont estimées, provenant principalement de l'exploitation minière.
En raison des affrontements du premier jour, 20 civils et 10 policiers ont été blessés,. Avec les nouveaux affrontements au siège de la division de police d'Andahuaylas et à l'aéroport de Huancabamba, les manifestants ont réussi à vandaliser la zone, brûlant des pneus ou détruisant les magasins de cette dernière,,. On estime que 50 membres du PNP et collaborateurs se trouvaient dans ces installations.
Le 11 décembre, de nouvelles émeutes ont éclaté, provoquant des affrontements entre citoyens et PNP de plus en plus violents. Compte tenu de cela, le gouvernement régional d'Apurímac a annoncé la suspension indéfinie des cours à tous les niveaux d'enseignement et a alerté toutes les institutions pour qu'elles travaillent sous la modalité virtuelle dans tout le département, à l'exception du secteur de la santé. Durant la journée, les manifestants ont pris le contrôle de l'aéroport de Huancabamba et ont arrêté plus de 50 personnes (y compris des travailleurs et des policiers) tout en provoquant des destructions en divers points des installations de l'aéroport, y compris la piste.
Après la prise de l'aéroport, les forces de l'ordre, se trouvant en infériorité numérique, ont riposté avec de nombreux plombs et des balles réelles contre les manifestants. Un hélicoptère est même arrivé dans la zone pour renforcer les policiers, la police tirant sur les manifestants depuis l'hélicoptère, tuant deux personnes. En raison de ces affrontements, plus de 30 autres personnes ont été blessées (manifestants et policiers,). Des manifestants, après avoir appris la mort de deux de leurs compagnons, ont mis le feu au commissariat de Huancabamba.
Le 12 décembre, la grève illimitée a commencé dans le département d'Apurímac. Dans la matinée, la présidente Dina Boluarte a déclaré l'état d'urgence dans tout le département ainsi que dans ceux d'Ica et d'Arequipa. Les manifestants ont assiégé et lapidé le commissariat de Chincheros (en), retenant 30 policiers qui le protégeaient. Ils ont incendié le bureau du procureur et ont réussi à kidnapper un autre policier pour l'exposer au public, promené dans la ville comme un « trophée », battu puis abandonné,,.
Il a en outre été signalé que la police avait utilisé des fusils et des tireurs d'élite, et pas seulement des plombs et des gaz lacrymogènes. Dans la journée, quatre autres personnes sont mortes dans les affrontements. Il a été enregistré que les manifestants utilisaient des feux d'artifice et des explosifs artisanaux pour attaquer les policiers, 15 d'entre eux ont été blessés par une explosion.
Avec les mesures de destitution de tous les préfets au niveau national, le représentant de cette entité de l'époque, Eliseo Huamaní Curihuamaní, a démissionné de son poste deux jours plus tard, le 14 décembre. Huamaní a exprimé sa loyauté envers Pedro Castillo.
Le 13 décembre, à Abancay, des manifestants ont attaqué le siège du parquet et la Cour supérieure de justice. Pour ce jour-là, la capitale s'est pleinement conformée à la grève.
Le 14 décembre, les ventes de produits se faisaient en horaires réduits, de 5 à 8 heures du matin, par accord entre ses dirigeants.

## Réactions du Congrès et du gouvernement
Le 11 décembre, Dina Boluarte propose d'avancer les prochaines élections à avril 2024, puis, face à l'amplification des manifestations, à décembre 2023. Le 16 décembre, le Congrès refuse cependant d'avancer les élections. D'après un sondage, 83 % des Péruviens souhaitent des élections anticipées.
Le 14 décembre, l'état d'urgence, permettant notamment le déploiement de l'armée face aux manifestants, est décrété dans tout le pays pour 30 jours.
Deux ministres démissionnent le 16 décembre : « la mort de compatriotes ne peut avoir de justification. La violence d'État ne peut être disproportionnée », écrit la ministre de l'Éducation, Patricia Correo, dans sa lettre de démission.
Le lendemain, le 17 décembre, Boluarte exhorte les membres du Congrès à adopter un projet de loi pour des élections anticipées, critiquant les parlementaires qui se « retranchent » derrière l'abstention. La présidente a également rejeté les appels à sa démission lors des manifestations, ou notamment par la parlementaire centriste Flor Pablo, arguant que sa démission ne changerait rien à la situation, ou même l'aggraverait. Cependant, selon un sondage, 70 % des Péruviens sont contre son accession à la présidence.
Le 20 décembre, le Congrès a adopté avec 93 voix pour (sur les 87 nécessaires) un projet de loi afin de convoquer des élections en avril 2024, contrairement à décembre 2023, comme prévu initialement. Dans le projet de loi également, il est prévu que les mandats de la présidente et des parlementaires prennent fin en juillet 2024. L'adoption du projet de loi doit être validé lors d'un second vote dans la prochaine session de la législature en 2023,.
Dina Boluarte a répondu dans une conférence « aux organisations sociales aux mouvements qui se mobilisent maintenant dans les rues, parlons et cherchons une solution pacifique à cette situation ».
Dina Boluarte est largement rejetée par la population.

## Attitude de la presse
Dans les grands médias, les analystes et les journalistes n’ont pas caché leur enthousiasme face à la destitution de Pedro Castillo.
La presse nationale et les médias télévisés ont mis l’accent sur les vandalisme commis par les manifestants, les comparant régulièrement à des terroristes, et tendent à occulter les violences de la répression,,.

## Violence et répression des manifestations

### Victimes
Le 15 décembre 2022, au moins 18 personnes ont été tuées et 187 blessées lors des manifestations selon le gouvernement péruvien. Parmi les morts, deux mineurs ont été tués lors des manifestations à Apurímac à la suite de tirs de troupes péruviennes sur des manifestants depuis un hélicoptère.
Au moins 17 personnes sont tués le 9 janvier à Juliaca lors d'affrontements entre manifestants et policiers.
Le 9 janvier 2023, 39 manifestants ont été tués lors de la répression.
Aux dizaines de tués s’ajoutent plus d'un millier de blessés, certains mutilés et handicapés à vie.
Les cas d’arrestations arbitraires, de détentions abusives de manifestants, de mauvais traitements, d’intimidations sont nombreux. Les manifestants arrêtés présentent des traces de coups et blessures à leur sortie de prison.

### Attaques contre des journalistes
L'Association nationale des journalistes a indiqué que 21 journalistes ont été victimes d'agressions entre le 7 et le 11 décembre. Des journalistes interrogés par Wayka (en) ont rapporté que les autorités attaquaient fréquemment les travailleurs de la presse et tentaient d'empêcher les photographes de capter des images d'individus détenus. Le photojournaliste Aldair Mejia, de l’agence espagnole EFE, témoigne des menaces de mort et des agressions par la police subis par les journalistes couvrant les manifestations.

### Préoccupations en matière de droits de l'homme
Le Conseil des droits de l'homme des Nations unies s'est dit « profondément préoccupé par la possibilité d'une escalade de la violence ». De fortes protestations se sont produites dans les régions à majorité indigène et quechua, le centre du soutien de Castillo, soulevant des comparaisons entre les actions de Boluarte et celles des précédents gouvernements anti-autochtones du Pérou. La directrice d'Amnesty International pour les Amériques, Erika Guevara-Rosas, a appelé à la retenue gouvernementale, déclarant : « La répression de l'État contre les manifestants ne fait qu'aggraver la crise au Pérou. Les autorités doivent mettre fin à l'usage excessif de la force contre les manifestations et garantir la droit de manifester pacifiquement, en utilisant les moyens légaux et proportionnels nécessaires pour rétablir la sécurité des citoyens ». Amnesty International a également confirmé que les autorités péruviennes tiraient des cartouches de gaz lacrymogène à bout portant directement sur les corps des manifestants.
La Coordinadora Nacional de Derechos Humanos (en) (CNDDHH) a condamné la réaction violente du gouvernement Boluarte et des autorités péruviennes, déclarant : « Bien que certaines manifestations aient enregistré des actions violentes et des attaques contre des journalistes et des médias, de hauts responsables du gouvernement Dina Boluarte ont approuvé une réponse des forces de police manifestement en dehors du cadre réglementaire national et international ». La CNDDHH a rapporté que les autorités péruviennes ont été enregistrées en train de tirer des cartouches de gaz lacrymogène directement sur les manifestants, faisant un blessé grave à Lima, et l'incidence de la police et des forces armées tirant à balles réelles sur les manifestants. Des rapports d'arrestations et de détentions arbitraires ont également été partagés par la CNDDHH, avec le groupe partageant que des individus se rendant au travail et en revenant ont été arrêtés et isolés.
Des opérations d'infiltration menées par des policiers en civil arrêtant des manifestants ont été enregistrées, Jan Jařab, représentant de l'ONU pour les droits de l'homme en Amérique du Sud, ayant précédemment condamné de telles actions au Pérou, déclarant qu'« il a été possible d'identifier des cas d'arrestations effectuées par des policiers vêtus en tant que civils sans s'identifier en tant que tels. Les autorités péruviennes doivent mettre un terme à ce type de procédure, incompatible avec les normes internationales des droits de l'homme ».
Le 15 décembre, la CNDDHH a dénoncé l'utilisation d'« armes de guerre » contre des manifestants, l'ONG partageant une vidéo des autorités utilisant des armes à feu automatiques contre des manifestants.
Amnesty International déclare dans un rapport sur les manifestations au Pérou que « l’armée et la police nationale péruviennes ont utilisé illégalement et sans discernement des armes meurtrières (…), en particulier contre des membres de communautés autochtones et paysannes dans une claire intention de punir et de faire taire les protestataires (...). Le racisme systémique, enraciné dans la société péruvienne et au sein de ses institutions depuis des décennies, a été le moteur de la violence exercée comme sanction contre les communautés qui ont élevé la voix ». L'ONG relève également que certaines personnes tuées par les forces de l'ordre ne prenaient pas part aux manifestations, tandis que d’autres ont été abattues alors qu’elles portaient secours à des blessés,.
La justice a entamé des poursuites contre de nombreux manifestants pour « violence », « troubles à l’ordre public » et dans certains cas « terrorisme », tout en ignorant les dizaines de morts dus à la répression policière et militaire. Des poursuites judiciaires ont été lancées contre 1 800 dirigeants sociaux ou simples manifestants. Des manifestants ont été condamnés, parfois à plusieurs années de prison, pour avoir constitué des caisses de grève, au motif « d’organisation criminelle ». En revanche, personne n’a été mis à pied au sein du gouvernement, aucun haut gradé n’a été condamné et les enquêtes contre les responsables de la répression n'aboutissent pas.

## Réactions
- Les présidents de l'Argentine, de la Bolivie, de la Colombie et du Mexique ont publié un communiqué conjoint par l'intermédiaire du bureau présidentiel mexicain exprimant leur « profonde préoccupation » quant au fait que le Congrès péruvien ne respecte pas « la volonté de ses citoyens dans les urnes ». Ils ont ajouté que « ce n'est pas une nouvelle » que Castillo, depuis le jour de son élection, « a été victime de harcèlement anti-démocratique, en violation de l'article 23 de la Convention américaine relative aux droits de l'homme ». Les quatre gouvernements ont déclaré que « nos gouvernements appellent tous les acteurs impliqués dans le processus précédent à donner la priorité à la volonté des citoyens qui s'est prononcée dans les urnes. C'est la manière d'interpréter la portée et le sens de la notion de démocratie telle qu'elle est définie dans le système interaméricain des droits de l'homme »[203].
- Le président colombien Gustavo Petro a déclaré que « la crise au Pérou, emprisonnant sans juge ni défense légale un président élu au suffrage universel, a sérieusement remis en question le rôle de la Convention américaine dans l'ordre juridique latino-américain »[204].
- La députée du Pérou libre Kelly Portalatino, a encouragé  la présidente Boluarte à « écouter votre région d'Apurímac et toutes les régions du pays, ne permettons plus de blessures, plus de convulsions dans le pays »[205]. Le PL a appelé à manifester à Lima[206] et a déposé une motion de censure contre le président du Congrès José Williams[207].
- L'Assemblée nationale des gouvernements régionaux a proposé la convocation de l'Accord national pour rechercher un consensus entre les organisations, les partis politiques et les syndicats[208],[209].
- La police nationale du Pérou a annoncé la suspension des vacances pour tout le personnel à partir du 9 décembre jusqu'à « nouvel ordre »[210].
- Un groupe d'officiers de la région de police macro de La Libertad sous le commandement du général Augusto Ríos a ordonné que « tous les policiers doivent être dans leurs unités en raison de l'alerte absolue, l'alerte maximale qui est décrétée »[211].
- Le parti politique Nouveau Pérou (en) s'est joint aux manifestations, réclamant de nouvelles élections et une nouvelle constitution.
- Après les dommages aux installations de Huacabamba, la Corporation péruvienne de l'aéroport et de l'aviation commerciale a annoncé la fermeture de l'aéroport d'Andahuaylas (en) pour des raisons de sécurité[212],[213].
- Le gouvernement régional d'Apurímac a annoncé la suspension indéfinie des cours à tous les niveaux d'enseignement et a alerté toutes les institutions pour qu'elles travaillent sous la modalité virtuelle dans tout le département, à l'exception du secteur de la santé.
- Antauro Humala, le chef du mouvement ethnocacériste, a d'abord reconnu Boluarte comme « présidente ». Plus tard, Humala l'a qualifiée de « présidente de facto » et a appelé à des manifestations[214]. Le mouvement ethnocacériste a comparé Boluarte à Jeanine Áñez, comparant ainsi la destitution de Castillo à la crise politique bolivienne de 2019[215].
- Le Forum de Madrid, initié par le parti espagnol Vox, a regroupé à Lima, entre le 29 et le 30 mars, les représentants de l’extrême droite espagnole et latino-américaine. Le journaliste et eurodéputé Hermann Tertsch y a souligné  : « le Pérou est un exemple de résistance au Communisme. Si le Pérou tombe, c’est toute l’Amérique latine qui suivra »[195].